# Dania w Konkursie Piosenki Eurowizji Junior
Dania w Konkursie Piosenki Eurowizji Junior brała udział 3 razy.

## Historia Danii w Konkursie Piosenki Eurowizji Junior
Od czasu debiutu konkursem w kraju zajmował się nadawca DR. Kraj był gospodarzem 1. Konkursu Piosenki Eurowizji Junior w 2003 roku. W 2006 roku nadawca DR wraz z innymi nadawcami w regionie wycofał się z konkursu, będąc zadowolonym z organizacji nordyckiego konkursu dla dzieci MGP Nordic.
Dania mieściła się w pierwszej piątce. W 2003 roku w Kopenhadze pierwszym reprezentantem była Anne Gadegaard z piosenką Arabiens Drøm zajmujące 5. miejsce z 93 punktami. Rok później Cool Kids z piosenką Pigen Er Min zajęli 5. miejsce ze 116 punktami. W kolejnym roku Nicolai Kielstrup z piosenką Shake Shake Shake zajął 4. miejsce ze 121 punktami. Do dzisiaj jest to najlepszy wynik państwa.

## Uczestnictwo
Dania uczestniczyła w Konkursie Piosenki Eurowizji Junior w latach 2003–2005. Poniższa tabela uwzględnia wszystkich duńskich reprezentantów, tytuły konkursowych piosenek i języki w których były śpiewane oraz wyniki w poszczególnych latach.
| Rok                        | Artysta           | Piosenka            | Język             | Miejsce | Punkty |
| -------------------------- | ----------------- | ------------------- | ----------------- | ------- | ------ |
| 2003                       | Anne Gadegaard    | „Arabiens Drøm”     | duński            | 5       | 93     |
| 2004                       | Cool Kids         | „Pigen Er Min”      | duński            | 5       | 116    |
| 2005                       | Nicolai Kielstrup | „Shake Shake Shake” | duński, angielski | 4       | 121    |
| Brak reprezentanta od 2006 |                   |                     |                   |         |        |

Legenda:
     1. miejsce
     2. miejsce
     3. miejsce

## Historia głosowania (2003—2005)
Poniższe tabele pokazują, którym krajom Dania przyznaje w finale najwięcej punktów oraz od których państw duńscy reprezentanci otrzymują najwyższe noty.
| L.p | Kraj            | Punkty |
| --- | --------------- | ------ |
| 1   | Wielka Brytania | 25     |
| 2   | Hiszpania       | 22     |
| 2   | Norwegia        | 22     |
| 3   | Malta           | 19     |
| 4   | Chorwacja       | 18     |
| 5   | Szwecja         | 16     |

| L.p | Kraj               | Punkty |
| --- | ------------------ | ------ |
| 1   | Norwegia           | 32     |
| 1   | Szwecja            | 32     |
| 2   | Macedonia Północna | 27     |
| 3   | Hiszpania          | 26     |
| 4   | Grecja             | 20     |
| 5   | Malta              | 19     |

## Organizacja
| Rok  | Miasto    | Miejsce          | Prezenterzy             |
| ---- | --------- | ---------------- | ----------------------- |
| 2003 | Kopenhaga | Forum Copenhagen | Camilla Ottesen i Remee |